# 志村美空
志村 美空（しむら みく、2007年2月16日 -）は、日本の子役である。身長139cm（2020年現在）。主にテレビドラマや映画、CMなどで活動している。

## 出演

### 映画
- 家路（2014年、ビターズ・エンド） - 沢田菜穂 役
- 君がいなくちゃだめなんだ（2015年、アニプレックス） - ユマ（幼少期） 役[2]
- 白鳥が笑う（2015年） - みよ先生（幼少期） 役[3]
- 鬼談百景 劇場版 『どろぼう』（2016年、テアトル新宿）
- 雨女（2016年、ユナイテッドシネマ） - みく 役
- 夢の続きをもう一度（2017年）- 渚沙 (幼少期) 役
- RUN!-3films-「VANISH」（2016年製作・2019年11月2日公開、ムービー・アクト・プロジェクト） - 真奈 役
- 約束のネバーランド（2020年12月18日） - アリシア 役[4]

### テレビドラマ
- 花の鎖（2013年、フジテレビ） - 高野紗月 役
- 軍師官兵衛（2014年、NHK） - 加代 役
- 土曜ワイド劇場（テレビ朝日）
  - 「100の資格を持つ女〜ふたりのバツイチ殺人捜査〜」 第8作（2014年） - みどり[1] 役
  - 「広域警察」 第5作（2014年） - 加藤香奈[1] 役
- 花子とアン 第137話（2014年、NHK） - 益田直子 役（セミレギュラー）
- 相棒 Season13 第5話「最後の告白」（2014年、テレビ朝日） - 北村葵 役[5]
- 新春ドラマスペシャル 大使閣下の料理人（2015年、フジテレビ） - 大沢かおり 役
- 恋愛時代 第4話（2015年、日本テレビ） - ユウ 役
- 猫侍 SEASON2 第4話（2015年、東名阪ネット6） - おナツ 役
- HEAT（2015年、フジテレビ） - 合田未来 役[6]
- オンナミチ 第1話、第5話（2015年、NHK BSプレミアム） - 梨花（幼少期）役[7]
- ラヴソング第1話、第8話（2016年、フジテレビ） - 佐野さくら（幼少期） 役[8]
- カインとアベル第2話（2016年、フジテレビ） - 長谷川葵 役
- 所轄刑事10（2016年、フジテレビ） - 金田マミ（幼少期）役
- イノセント・デイズ（2016年、WOWOW）[9]
- 月曜名作劇場
  - 「犯罪資料館 緋色冴子シリーズ 赤い博物館」（2017年7月、TBS）
- 「最上の命医2017」（2017年、テレビ東京）
- 今からあなたを脅迫します 第6話（2017年、日本テレビ）
- コンフィデンスマンJP 第1話（2018年4月9日、フジテレビ）
- 義母と娘のブルース（2018年） - 矢野杏奈 役
- 妖ばなし 第37話「犬神」（2018年、TOKYO MX） - 大槻美沙 役[10]

### テレビ番組
- 踊る!さんま御殿!!（日本テレビ）

### CM
- 静岡トヨペット（2014年 - 2016年）キラキラ家族[11]
- ベネッセコーポレーション 勉強なんでも相談室（2014年）
- ユニバーサル・スタジオ・ジャパン「スコープ」篇（2015年）[12]
- オージー・ビーフ（2015年）
- 日野自動車 ヒノノニトン「けんけんぱ」篇（2016年）
- 味の素 アクアソリタ「夏の熱中症対策」篇（2017年）
- マクドナルド「お家でデビューライブ」篇（2017年）

### ネット配信
- Netflixオリジナルドラマ「火花」第1話（2016年）[13]
- Amazonオリジナル「ウルトラマンオーブ THE ORIGIN SAGA」（2016年）[14]

### MV
- JUJU 守ってあげたい（2013年、ソニー・ミュージックアソシエイテッドレコーズ）
- ジェロ ポロポロ（2015年）[15]

### DVD
- ベネッセコーポレーション こどもちゃれんじ・じゃんぷ

### スチール
- 赤い公園 猛烈リトミック（2014年、EMI Records Japan）
- 角川アドメディアガイド ファミリーWalker
- 藤代工房 七五三カタログ
- マクドナルド｢会社とのつながり 食育支援｣

### VP
- ザ・パークハウス 晴海タワーズ

### WEB
- 神宮アトリエ アネックス
- FLANDRE ONLINE

### イベント
- 東京ビッグサイト デザインフェスタ 着物ショー